# 布昂莱蒙博宗
布昂莱蒙博宗（法語：Bouhans-lès-Montbozon，法語發音：[bu.ɑ̃ lɛ mɔ̃bozɔ̃]，意为“蒙博宗附近的布昂”）是法国上索恩省的一个市镇，属于沃苏勒区。

## 地理
布昂莱蒙博宗（47°28'58"N, 6°17'7"E）面积5.15 平方千米，位于法国勃艮第-弗朗什-孔泰大區上索恩省，该省份为法国东部内陆省份，北起顺时针与孚日省、贝尔福地区省、杜省、汝拉省、科多尔省和上马恩省接壤。
与布昂莱蒙博宗接壤的市镇（或旧市镇、城区）包括：利诺特河畔当皮埃尔、蒙塔涅-塞尔维涅、科尼耶尔、丰特努瓦莱蒙博宗、蒂耶南。

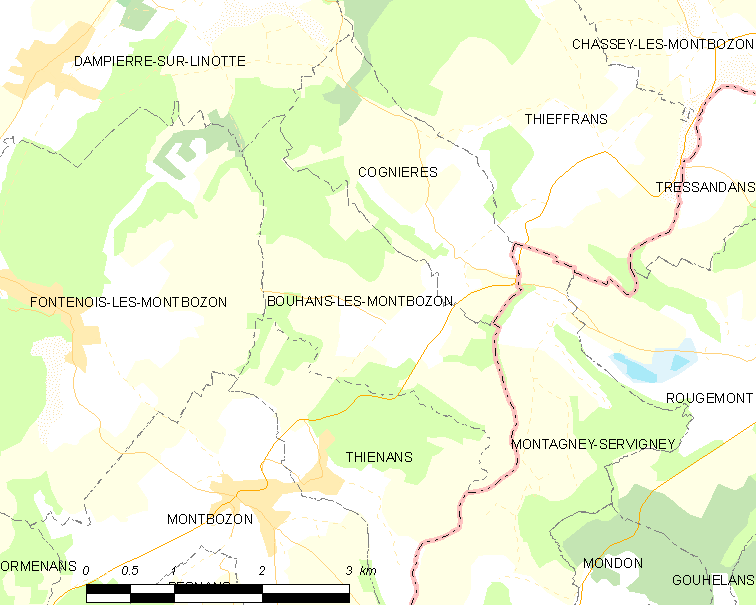
布昂莱蒙博宗的OSM定位图

布昂莱蒙博宗的时区为UTC+01:00、UTC+02:00（夏令时）。

## 行政
布昂莱蒙博宗的邮政编码为70230，INSEE市镇编码为70082。

## 政治
布昂莱蒙博宗所属的省级选区为里奥县。

## 人口

1962-2008年间布昂莱蒙博宗人口变化图示

布昂莱蒙博宗于2022年1月1日时的人口数量为125人。